# Prestavlky
Prestavlky jsou obec na Slovensku v okrese Žiar nad Hronom v Banskobystrickém kraji, na úpatí pohoří Vtáčnik.
První písemná zmínka o obci je z roku 1283. V obci je římskokatolický kostel Nejsvětější Trojice.
Nedaleko obce se nachází Pomník starých mládenců, který vybudovali roku 1962 členové Spolku starých mládenců z Prestavlků.